# Krivci
Krivci (macedónul: Кривци, albánul Krivca) település Észak-Macedóniában, a Délnyugati körzet Debari járásában.

## Népesség
| Lakosok száma | 110  | 119  | 100  | 42   | 8    | 54   | 9    | 3    |
|               | 1948 | 1953 | 1971 | 1981 | 1991 | 1994 | 2002 | 2021 |

2002-ben 9 lakosa volt, akik mindannyian albánok.